# محمد بن كعب القرظي
محمد بن كعب القرظي  مُحدث من التابعين، له روايات كثيرة عن جماعة من الصحابة، وكان عالمًا بتفسير القرآن. قال ابن سعد: «كان ثقة، عالمًا، كثير الحديث، ورعًا، وهو من رجال الكتب الستة.».

## سيرته
هو محمد بن كعب بن حيان بن سليم، كنيته أبو حمزة، وقيل: أبو عبد الله القرظي المدني، من حلفاء الأوس، وكان أبوه كعب من سبي بني قريظة، حيث كان أبوه ممن لم ينبت في غزوة بني قريظة، فتُرِكَ، ولد في المدينة المنورة في آخر خلافة عليّ سنة أربعين، وسكن الكوفة، ثم المدينة، وكان عالمًا بتفسير القرآن. وأقواله منثورة في كتب التفسير. قال عون بن عبد الله: «ما رأيت أحدًا أعلم بتأويل القرآن من القرظي». وكان له أملاك بالمدينة، وحصل مالًا مرة، فقيل له: «ادخر لولدك»، فقال: «لا، ولكن أدخره لنفسي عند ربي، وأدخر ربي لولدي»، وإنه كان مجاب الدعوة، كبير القدر.
أخرج ابْنُ أَبِي خَيْثَمَة في تاريخه، مِن طريق موسى بن عقبة؛ قال: «بلغني أنَّ رَسول الله صلّى الله عليه وآله وسلم قال: "يَخْرُجُ مِنَ الكَاهِنِينَ رَجُلٌ يَكُونُ أَعْلَم النّاسِ بِكِتَابِ اللهِ"، قال: فكان الناس يقولون: هو محمد بن كعب؛ لأنّ أباه من قريظة وأمّه من بني النّضير؛ وهما المراد بالكاهنين.»، ورُوى أنه كان لمحمد بن كعب جلساء من أعلم الناس بالتفسير، وكانوا مجتمعين في مسجد الربذة فأصابهم زلزال، فسقط عليهم المسجد، فماتوا جميعا تحته.
ذكره ابْنُ سَعْدٍ فِي الطَّبَقَةِ الأولى من تابعي أهل المدينة؛ وعده يعقوب بن شيبة في الطبقة الثالثة ممن روَى عن أبي هريرة ونحوه، وكانت وفاته سنة ثمان ومائة. وقيل مات سنة 120 هـ.

## روايته للحديث
- [8]حدث عن: أبي أيوب الأنصاري، وأبي هريرة، ومعاوية، وزيد بن أرقم، وابن عباس، وعبد الله بن يزيد الخطمي، وفضالة بن عبيد، والبراء بن عازب، وعبد الله بن جعفر، وكعب بن عجرة، وجابر بن عبد الله بن عمرو بن حرام، وأبي صرمة الأنصاري البدري، وأنس بن مالك، وابن عمر، ومحمد بن خثيم، وعبيد الله بن عبد الرحمن بن رافع، وأبان بن عثمان، وعبد الله بن شداد بن الهاد. كما يُرسل كثيرًا، ويروي عمن لم يلقهم، فروى عن أبي ذر، وأبي الدرداء وعلي، والعباس، وابن مسعود، وسلمان الفارسي، وعمرو بن العاص.[3]
- حدث عنه: أخوه عثمان، ويزيد بن الهاد، وأبو جعفر الخطمي، وأبو سبرة النخعي، والحكم بن عتيبة، وعاصم بن كليب، وأيوب بن موسى، وأسامة بن زيد الليثي، وزيادة بن محمد، وصالح بن حسان، وعاصم بن محمد العمري، وابن عجلان، وأبو المقدام هشام بن زياد، والوليد بن كثير، وأبو معشر نجيح، ومحمد بن رفاعة القرظي.[3]
- منزلته عند أهل الحديث: قال ابن سعد: كان ثقة عالمًا كثير الحديث ورعًا، وقال ابن المديني وأبو زرعة والعجلي: ثقة، وزاد العجلي: مدني تابعي رجل صالح عالم بالقرآن. وقال الذهبي: كان من أئمة التفسير.[3]

## وصلات خارجية
- أقوال محمد بن كعب القرظى في التفسير (جمع وتحقيق ودراسة).